# داكيني

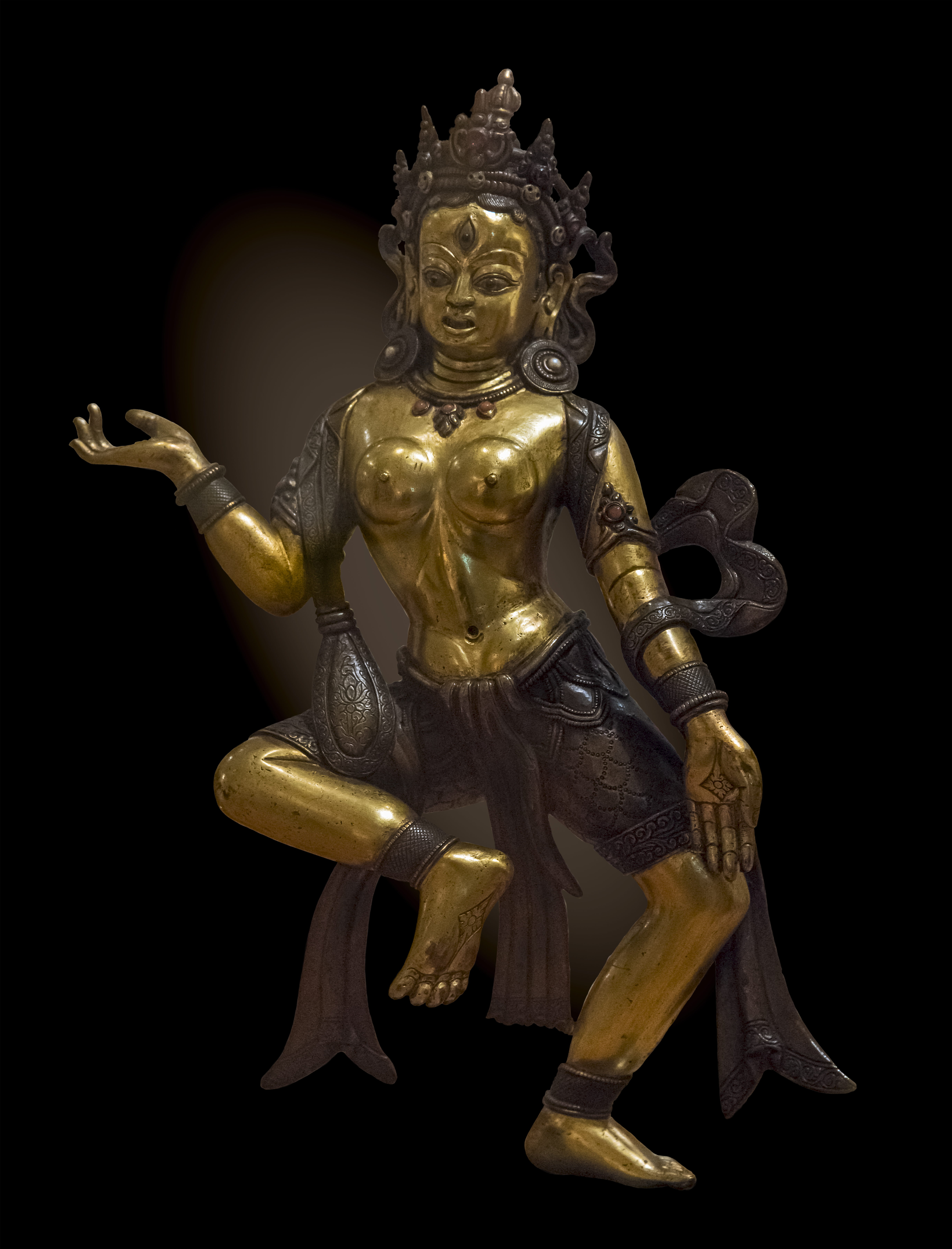

داكيني (بالسنسكريتية: डाकिनी؛ بالتبتية: མཁའ་ འགྲོ་ མ་) هي نوع من الأرواح المؤنثة المقدسة في الهندوسية وبوذية الفاجرايانا. يمكن تطبيق المصطلح أيضًا على المرأة البشرية التي تملك قدرًا معينًا من التنمية الروحية. يُحتمل ارتباط المصطلح السنسكريتي بمصطلح قرع الطبول، في حين يعني المصطلح التبتي «مرتادي السماء» ويُحتمل أنه نشأ من الكلمة السنسكريتية خيكارا، وهي مصطلح من كاكراسمفارا تنترا. تُمثل الداكينيات غالبًا كقرينات في تمثيلات ياب-يام. صيغة المذكر للكلمة هي داكا، والتي تترجم عادةً إلى التبتية باسم باوو «بطل» (بالوايلية:dpa’ bo).
ظهرت الداكيني (والداكا) في أساطير العصور الوسطى في الهند (مثل في باغفاتا بورانا، وبراما بورانا، وماركندي بورانا وكاثاسرتساغرا) كشيطان في موكب كالي التي تأكل لحوم البشر. يوفر ديفي كافاتشام في ماراكنديا بورانا الحماية ضد الداكيني وغيرها من المخلوقات.
تظهر الداكيني في التانغمي باعتبارها شخصية تنترية رئيسية؛ نُشرت شخصية داكيني في الثقافة اليابانية من بوذية شينغون، وتطورت إلى داكيني-تين («تين» تعني «ديفا» في اليابانية)، وأصبحت مرتبطة بأيقونة كيتسونه.

تظهر الداكيني في تركيبة فاجرايانا لمنهج اللجوء البوذي المعروف باسم الجذور الثلاثة. تظهرأحيانًا كدارمابالا، إلى جانب غورو وييدام. 
تمثل الداكيني، بأشكالها المختلفة، الجذور الثلاثة. قد تكون غورو بشري، أو سيدة فاجرا تنقل تعاليم فاجرايانا إلى تلاميذها وتنضم إليهم في التزامات السمايا. قد تكون الداكيني الحكيمة ييدام، إله تأملي؛ تعتبر يوغات الآلهة الإناث، مثل فاجرايوغيني، شائعة في البوذية التبتية. أو قد تكون حامية؛ إذ تتمتع الداكيني الحكيمة بسلطة ومسؤولية خاصةً لحماية سلامة النقل الشفوي.
تُعد يشي سوغيال الداكيني البدائية في البوذية التبتية، وهي قرينة بادماسامبهافا.

## في البوذية

### في البوذية التبتية
رغم ظهور شخصيات داكيني في الهندوسية والبون، تبرز الداكينيات بصورة ملحوظة في بوذية فاجرايانا والبوذية التبتية خاصةً. تعمل الخاندروما، التي تتسم عمومًا بمزاج متقلب أو غاضب، إلى حد ما كآلهة إلهام (ميوزات) للممارسة الروحية. تعتبر الداكيني كائنات نشطة في شكل أنثوي، تثير حركة الطاقة في الفضاء. في هذا السياق، تشير السماء أو الفضاء إلى سونياتا، عدم مادية جميع الظواهر، وهي، في الوقت نفسه، القدرة النقية لجميع المظاهر الممكنة.[بحاجة لمصدر]

#### فئات الداكيني
حددت جوديث سيمر براون، بناءً على التعاليم التي تلقتها من لامات التبت، أربع فئات رئيسية من الداكيني. اتبع هذا التقسيم تقاليد لغة الشفق للبوذية الباطنية في الإشارة إلى الفئات السرية، والداخلية، والخارجية والخارجية-الخارجية من الداكينيات.
1. تعتبر براجناباراميتا (بالتبتية: yum chenmo، يم شينمو) الفئة السرية من الداكينيات، وهي الطبيعة الفارغة للواقع وفقًا لمذهب ماهايانا.
2. تُعد داكيني الماندالا الفئة الداخلية من الداكيني، وهي إلهة تأملية (بالتبتية: yidam، ييدام) وبوذا مستنير بالكامل التي تساعد الممارس على التعرف على البوذا الخاص به.
3. الداكيني الخارجية هي الشكل المادي للداكيني، التي تُبلغ خلال مرحلة الإكمال في ممارسات التنترا مثل يوغات ناروبا الست التي تعمل مع الرياح الخفية للجسم الخفي بحيث يكون جسم الممارس متوافقًا مع العقل المستنير.
4. الداكيني الخارجية-الخارجية هي داكيني في شكل بشري. وهي يوغيني في حد ذاتها ولكن قد تكون أيضًا كارمودرا أو قرينة يوغي أو مهاسدا.

يمكن تصنيف الداكينيات أيضًا وفقًا للمذهب التريكايا، أو أجساد بوذا الثلاثة.
1. تمثل داكيني دارماكايا، وهي سامانتابهادري، الدارماداتو حيث تظهر جميع الظواهر.
2. تعتبر داكينيات السامبوغاكيا الييدامات المستخدمة كآلهة تأملية للممارسة التنترية.
3. تُعتبر داكينيات النيرمانكايا النساء بشريات اللاتي ولدن بإمكانات خاصة؛ وهي يوغيات مدركة، أو قرينات الغوروات، أو حتى جميع النساء عمومًا إذ يمكن تصنيفهن في أسر بوذا الخمسة.[7]

#### في دزوغشن
تُعد الداكيني المرحلة النهائية عند اعتبارها مرحلة في مسار فاجرايانا: الأولى هي غورو، الذي يُقابل الإدراك الأولي للحالة الحقيقية للواقع، إذ يُقدم ذلك بواسطة غورو في التمكين، إذا حصل التلميذ على ما تسميه التنترات الداخلية باي ييش (نفحرة وايلي: dpe yi ye shes
) أو وضوح السونياتا. والثانية هو الديفاتا، التي تقابل التأمل نظرًا لأن الديفاتا هي الطريقة المستخدمة لتطوير الحالة المكتشفة في الإدراك الأولي للحالة الحقيقية للواقع. المرحلة الثالثة هي داكيني، نظرًا لأن داكيني هن مصدر الأنشطة القائمة على إدراك الغورو وتأمل الديفاتا.

## وصلات خارجية
- قوة الداكيني: اثنتا عشر امرأة خارقة تعملن على تشكيل انتقال البوذية التبتية في الغرب (بالإنجليزية)
- Dakini and the Female Spirit نسخة محفوظة 19 ديسمبر 2006 على موقع واي باك مشين.
- Dakini on khandro.net
- Black Dakini – The Dark Face of the Void
- 75. Senge Dongma, the Lion-Headed Dakini